# Centrum Lotów Kosmicznych Tanegashima
Kosmodrom Tanegashima (jap. 種子島宇宙センター Tanegashima Uchū Sentā; Centrum Kosmiczne Tanegashima) – japoński ośrodek do wystrzeliwania w przestrzeń kosmiczną rakiet ze sztucznymi satelitami, podległy JAXA. Usytuowany na południowo-wschodnim skraju wyspy Tanegashima (prefektura Kagoshima), 35 km na południe od Kiusiu. Zajmuje powierzchnię 9,7 km².
Kosmodrom powstał w 1969 roku. Od tamtego czasu obiekt służy do wystrzeliwania satelitów meteorologicznych i telekomunikacyjnych. Ponadto, periodycznie wystrzeliwano obiekty o charakterze szpiegowskim.
Kosmodrom wystrzeliwuje obiekty w dwóch turach czasowych:
- pomiędzy 22 lipca a 30 września;
- pomiędzy 1 stycznia a 28 lutego.

Taki harmonogram jest efektem presji wywartej przez okolicznych rybaków.

## Elementy kompleksu
Kosmodrom składa się z następujących obiektów:
- Takesaki Range – służy do wysyłania małych rakiet, głównie doświadczalnych;
- Osaki Range – służy do wysyłania większych rakiet typu H-2A. Głównym obiektem jest zespół Yoshinobu, który skonstruowany jest z dwóch platform startowych. Jedna przeznaczona jest dla obiektów o masie do 2 ton, druga zaś dla obiektów od 2 do 4 ton;
- Masuda Tracking and Communication Station – pełni funkcję śledzenia i kontroli wysłanych satelitów;
- Nogi i Uchugaoka – stacje radiolokacyjne;
- obserwatoria optyczne.

Na terenie Centrum znajduje się Muzeum Kosmiczne. Otwarte w 1979 r. przybliża historię pracy i rozwoju ośrodka na Tanegashimie. Głównymi atrakcjami są modele: Międzynarodowej Stacji Kosmicznej (ISS) oraz Japanese Experiment Module (JEM), który jest częścią ISS.

## Misje
14 września 2007 została wystrzelona bezzałogowa sonda Kaguya (SELENE), która w zamyśle jej autorów ma wyjaśnić wiele tajemnic związanych z Księżycem.
JAXA i podlegający jej kosmodrom w Tanegashima biorą udział w projekcie związanym z ISS.
Stąd jest bowiem wysyłana rakieta H-IIB wraz ze statkiem HTV Kounotori.